# Nausicaä - fra vindenes dal
Nausicaä of the Valley of the Wind er en post-apokalyptisk japansk animefilm fra 1984, som er skrevet og instrueret af Hayao Miyazaki. Selvom denne film udkom inden tilblivelsen af Studio Ghibli, betragtes denne som det fundament, hvorfra idéen sprang. Dette underbygges også af, at filmen oftest bliver inkluderet i Studio Ghiblis DVD-kollektioner. Der er gennemløbende en samfunds- og især miljøkritisk undertone i filmen og denne blev da også vist af WWF (World Wide Fund for Nature) ved sin udgivelse i 1984.

## Handling
Det er tusind år siden den industrialiserede civilisations kollaps. Verden er ved at blive opslugt af en giftig skov, fyldt med farlige insekter og ukendte farer, som truer med at udslette de sidste mennesker. Dette startede med en krig, som bliver kaldt "De Syv Dages Ild", som til sidst blev udkæmpet med Kæmpe Krigere, hvis altødelæggende kræfter næsten udryddede jorden. De få mennesker, som er tilbage, er samlet i små adskilte kongeriger i forskellige dele af skovens udkanter.
Nausicaä er den yderst vellidte og handlekraftige prinsesse fra ”Vindens Dal”. Hendes far, kongen, er blevet forgiftet af den dødelige luft fra skoven, og er derfor sengeliggende. Dette har inspireret Nausicaä til at undersøge skovens biologi, hvilket har givet hende en stor indsigt i både insekterne og planternes mystiske verden.
Fra barnsben har Nausicaä haft et usædvanligt talent for at kommunikere med kæmpeinsekterne (blandt andet de intelligente kæmpestore Ohmuer, som ligner en blanding mellem en kålorm og en bænkebider, med et næsten uigennemtrængeligt panser og med mange store runde øjne, som alt efter humør skifter farve). Endnu et af hendes talenter er at ”læse vinden”, når hun flyver af sted på hende semi-jetdrevne svævefly.
I starten af filmen redder prinsesse Nausicaä en gammel ven, Lord Yupa fra en rasende Ohmu. Lord Yupa tilhører Vindens Dal, men lever som nomade, mens han leder efter en sagnomspunden mand i blåt, som skal genforene mennesket og naturen i en eng af guld.

En aften vækkes Nausicaä, nogle af indbyggerne har opdaget et enormt Tolmekiansk fly, som flyver faretruende tæt på dalen. Nausicaä hopper på sit svævefly og forsøger at guide flyet i sikkerhed, men opdager, at det er dækket af vrede insekter, som forhindrer piloterne i at styre flyet. Flyet rammer en klippe og styrter, hvorefter Nausicaä leder efter overlevende. Hun finder en jævnaldrende pige i lænker, som viser sig at være prinsesse Lastelle af Pejite, hvis sidste ord får Nausicaä til at love, at hun vil destruere alt flyets last. Det viser sig, at flyet er inficeret af sporer fra den giftige jungle, samt et embryon af en Kæmpe Kriger.

Dagen efter bliver den smukke, fredfyldte dal invaderet af den krigeriske hær fra Tolmekia og deres prinsesse Kushana. Under denne aktion bliver kongen af Vindens Dal slået ihjel. Prinsesse Kushana ytrer, at Tolmekia ønsker at vække den grufulde Kæmpe Kriger til live igen, for at være i stand til at brænde den giftige jungle og ligeledes forene deres to nationer, som en supermagt og bekæmpe Pejiteanerne.
Obaba, en gammel, blind og vis kvinde advarer mod at brænde junglen, da dette vil vække Ohmuernes vrede og føre til, at endnu flere liv går tabt, men Kushana er for stolt til at lytte.
Kushana tager Nausicaä og fire af hendes tro følgesvende med som gidsler i en tætflyvende konvoj på vej tilbage til Pejite. Inden afgang afslører Nausicaä overfor Lord Yupa en hemmelig underjordisk have, hvor hun har været i stand til at dyrke planter fra den giftige jungle i rent vand og sand fra en dyb brønd, og derved gjort dem uskadelige.
På turen bliver luftskibene angrebet af et lille krigsfly fra Pejite, som er i stand til at nedskyde alle Kushanas store luftskibe, og kun Nausicaä, hendes tro følgesvende og Kushana undslipper og overlever det flammende inferno. Det Pejiteanske krigsfly bliver dog også skudt ned, og alle ender de dybt inde i den giftige jungle.
De nødlander på en sø, men opdager til deres forfærdelse, at det er midt i en kæmpemæssig Ohmu-rede. Dog forhindrer Nausicaäs empatiske væsen endnu engang katastrofen og ved at kommunikere med Ohmuerne bliver de alle redet, hun finder dog også ud af, at den Pejiteanske pilot stadig er i live, og har tiltrukket sig insekternes opmærksomhed og vækket deres vrede ved at skyde vildt omkring sig. Nausicaä bestemmer sig for at redde piloten, men de styrter og ender med at lande i noget kviksand, hvor de bliver suget ned til et undergrundsniveau, hvor luften til deres store forundring er ren og sikker og at planternes rødder er i stand til at rense den giftige jungle over tid. Piloten viser sig at være den afdøde prinsesse Lastelle af Pejites bror, Asbel.
I mellemtiden har beboerne i Vindens Dal set sig nødsaget til at brænde deres elskede rene skov, pga. giftige sporer, som har inficeret alle træerne. Dette fører til et oprør mod den tilbageblivende besættelsesmagt. Dalens beboere tvinges til at søge tilflugt ved en stor syre sø, hvor et gammelt krigsskibsskrog ligger, og herved fungerer som en slags bunker.
Nausicaä og Asbel rejser hen til Asbels kongerie, for at finde ud af, at hovedstaden og størstedelen af dennes indbyggere er blevet tilintetgjort af Ohmuer.
Nausicaä ønsker fred og forsøger at tale med de tilbageværende pejiteanere, men disse er fyldt af had overfor Tolmekianerne, og har derfor sørget for, at dalen bliver tilintetgjort, ved at lokke en flok rasende Ohmuer mod den. Hun bliver taget til fange og de flyver væk fra hovedstaden. Hun bliver dog befriet af nogle civile kvinder, og ført til lastrummet, hvor hendes svævefly er opbevaret. Luftskibet bliver imidlertid angrebet af Tolmekianere, men hun undslipper og flyver mod dalen, for at redde befolkningen.
På vejen ser hun i det fjerne en hjord af Ohmuer, helt røde og forblændet af raseri. Hun finder ud af, at Pejiteanerne lokker de vrede Ohmuer med sig, ved hjælp af en tilfangetagen og såret baby-Ohmu, som bliver slæbt efter en slags heksekedel-lignende flyver. Nausicaä får reddet babyen og vinder dens tillid. Derefter får hun overtaget det lille fartøj og flyver af sted mod de vrede Ohmuer, for at give dem deres baby tilbage.
I mellemtiden har Kushana været i stand til at slippe væk fra de tro følgesvendes fangenskab og har vækket Kæmpe Krigeren fra dens dvale. Dog for tidligt, for efter at have dræbt kun få Ohmuer, smelter kødet af dens knogler og den falder fra hinanden og dør.
Nausicaä ender selvfølgelig med at få reddet dagen med hjælp fra den lille baby Ohmu, men hun er stærkt såret og lige ved at dø, da Ohmuerne alle stimler sammen og ved hjælp af lange, gyldne føletråde er i stand til at hele hendes sår, Nausicaä's før røde kjole er nu pludseligt blå, farvet af baby Ohmuens blod, og Nausicaä afsløres som den sagnomspundne helt, som de alle har håbet på ville komme.
I fremtiden lever insekter og mennesker i harmoni og i skoven begynder ikke-giftige planter så småt at spire.